# Colias ponteni
Espèce
Synonymes
- Colias imperialis Butler, 1871

Colias ponteni est une espèce énigmatique de lépidoptères (papillons) de la famille des Pieridae et de la sous-famille des Coliadinae.
L'espèce a été décrite pour la première fois sous le nom de Colias ponteni en 1860 par le zoologiste suédois Hans Daniel Johan Wallengren, avec pour localité type Honolulu, à Hawaï,.
On lui donne pour synonyme le taxon Colias imperialis, décrit en 1871 par le zoologiste britannique Arthur Gardiner Butler, avec pour localité type Port Famine, dans le détroit de Magellan au Chili,.
De sérieux doutes subsistent sur l'exactitude de ces deux localités.
Actuellement, l'espèce est présumée éteinte, puisqu'elle n'a été retrouvée ni à Hawaï, ni au Chili. Son existence n'est connue que des onze spécimens de la série type, trouvés au XIXe siècle. Tous les spécimens se trouvent dans deux musées à Londres et à Stockholm.